# Diprénorphine
La diprénorphine, ou diprénorfine, est un agoniste partiel faible non sélectif dont l'affinité très élevée est égale pour les récepteurs opioïdes mu (μ), delta (δ) et kappa (κ). Elle est employée en médecine vétérinaire comme antagoniste des opioïdes, pour stopper l'effet des sédatifs très puissants comme l'étorphine et le carfentanil utilisés pour tranquilliser les gros animaux. L'usage de cette molécule sur les humains n'est pas autorisé.

## Utilisation
La diprénorphine est l'antagoniste d'opioïdes le plus puissant disponible dans le commerce (de l'ordre de cent fois plus puissant que la nalorphine) et est utilisé pour stopper l'effet des opioïdes dont l'affinité de liaison est trop élevée pour permettre à la naloxone d'inverser efficacement l'effet narcotique. De tels opioïdes très puissants, hormis la buprénorphine (que le caractère d'agoniste partiel rend d'usage plus sûr), ne peuvent être utilisés chez l'homme car la dose thérapeutique serait trop faible pour être correctement mesurée sans risquer une surdose conduisant à une dépression respiratoire fatale, mais sont nécessaires pour tranquilliser les gros mammifères tels que les éléphants, les rhinocéros ou les ours blancs.
La diprénorphine est considérée comme l'antagoniste spécifique à utiliser pour réanimer les animaux traités à l'étorphine ou au carfentanil,. Elle ne doit pas être utilisée chez l'homme en raison de sa nature d'agoniste partiel ; on utilisera à la place de la naltrexone ou, à défaut, de la naloxone.